# Classe Icon

La classe Icon est une classe de deux navires de croisière commandée par la Royal Caribbean Cruise Line. Cette classe représente les plus grands paquebots du monde depuis  2024, année de la mise en service du Icon of the Seas, premier navire de la classe.

## Les unités de la classe
Les deux premiers navires de la classe sont actuellement en service, un troisième est actuellement en construction, un quatrième est commandé.
| Nom                | Image | IMO | Tonnage    | Longueur   | Largeur   | Passagers | Chantier naval                | Statut                                                    | Mise en service |
| ------------------ | ----- | --- | ---------- | ---------- | --------- | --------- | ----------------------------- | --------------------------------------------------------- | --------------- |
| Icon of the Seas   |       |     | 248 663 GT | 364 mètres | 66 mètres | 7 600     | Meyer Turku, Turku (Finlande) | En service                                                | 27 janvier 2024 |
| Star of the Seas   |       |     | 250 800 GT | 364 mètres | 66 mètres | 7 600     | Meyer Turku, Turku (Finlande) | En service                                                | 15 juillet 2025 |
| Legend of the Seas |       |     |            |            |           |           | Meyer Turku, Turku (Finlande) | En construction, commandé pour 2026, quille posée en 2024 |                 |
| TBA                |       |     |            |            |           |           | Meyer Turku, Turku (Finlande) | Commandé pour 2027                                        |                 |

## Construction
Cette classe, comme la classe Freedom, a été réalisée par Meyer Turku Shipyard (ex-STX Finland) sur les anciens chantiers finlandais Aker Yards à Turku.